# Кункунуль
Кункуну́ль (исп. Cuncunul) — посёлок в Мексике, штат Юкатан, входит в состав одноимённого муниципалитета и является его административным центром. Численность населения, по данным переписи 2010 года, составила 1314 человек.

## Общие сведения
Название Cuncunul с майяского языка можно перевести как место необычного или волшебного котла.
Поселение было основано в доиспанский период, а первое упоминание относится только к 1700 году, когда оно перешло в управление донам Фернандо Мальдонадо, Франсиско Васкесу Карраско и Андресу де Валесу. В XVIII веке был построен храм Святого Хуана Баутисты.